# Carl Starfelt
Carl Anders Theodor Starfelt (* 1. Juni 1995 in Stockholm) ist ein schwedischer Fußballspieler. Er steht bei Celta Vigo in der Primera División unter Vertrag und ist schwedischer Nationalspieler.

## Karriere

### Verein
Starfelt begann seine Karriere beim IF Brommapojkarna. Zur Saison 2014 rückte er in den Profikader von Brommapojkarna. Sein Debüt für die Profis gab er im März 2014 im Cup. Im selben Monat debütierte er auch in der Allsvenskan, als er am ersten Spieltag der Saison 2014 gegen den Kalmar FF in der 71. Minute für Gabriel Petrović eingewechselt wurde. Bis Saisonende kam er zu 20 Einsätzen in der höchsten schwedischen Spielklasse, aus der er mit Brommapojkarna allerdings zu Saisonende abstieg. Nach dem Abstieg kam er in der Saison 2015 zu 16 Einsätzen in der Superettan, aus der jedoch der Verein zu Saisonende als Tabellenletzter auch absteigen musste. In der drittklassigen Division 1 absolvierte der Innenverteidiger in der Spielzeit 2016 22 Spiele, Brommapojkarna stieg zu Saisonende wieder in die Superettan auf. In der zweiten Liga kam er in der Saison 2017 27 Mal zum Einsatz, zu Saisonende gelang dem Verein der zweite Aufstieg en suite.
Nach dem Erstligaaufstieg wechselte Starfelt zur Saison 2018 zum Neo-Ligakonkurrenten IFK Göteborg. In seiner ersten Saison in Göteborg kam der Abwehrspieler in allen 30 Spielen in der Allsvenskan zum Einsatz. Nach weiteren 14 Einsätzen wechselte er im Juli 2019 nach Russland zu Rubin Kasan. Nach anfänglichen Startschwierigkeiten bei den Tataren (in den ersten 19 Spieltagen kam er nicht zum Einsatz) erspielte sich Starfelt nach der Winterpause einen Stammplatz in der Innenverteidigung Kasans und kam bis Saisonende zu zehn Einsätzen in der Premjer-Liga. In der darauf folgenden Saison 2020/21 spielte er in 29 Partien und erzielte drei Tore. Im gesamten Saisonverlauf kam er als Stammspieler in der Innenverteidigung zum Einsatz und verpasste nur ein Spiel, nachdem er positiv auf das COVID-19-Virus getestet wurde.
Im Juli 2021 wechselte Starfelt nach Schottland zu Celtic Glasgow und unterschrieb einen Vierjahresvertrag. Mit Celtic gewann er in den folgenden beiden Jahren zweimal die schottische Meisterschaft und weitere nationale Pokaltitel.
Im August 2023 wechselte Starfelt zu Celta Vigo in die spanische Primera División.

### Nationalmannschaft
Starfelt kam im Oktober 2014 zu zwei Einsätzen für die schwedische U-20-Auswahl. Im Oktober 2020 debütierte er für die A-Nationalmannschaft, als er in einem Testspiel gegen Russland in der Startelf stand.

## Erfolge
mit Celtic Glasgow:
- Schottischer Meister: 2022, 2023
- Schottischer Pokalsieger: 2023
- Schottischer Ligapokal: 2022, 2023